# Los Angeles Lakers 1976-1977
La stagione 1976-77 dei Los Angeles Lakers fu la 28ª nella NBA per la franchigia.
I Los Angeles Lakers vinsero la Pacific Division della Western Conference con un record di 53-29. Nei play-off vinsero la semifinale di conference con i Golden State Warriors (4-3), perdendo poi la finale di conference con i Portland Trail Blazers (4-0).

## Roster
| N°    | Naz.                   | Ruolo | Sportivo            | Anno | Alt. | Peso |
| ----- | ---------------------- | ----- | ------------------- | ---- | ---- | ---- |
| 5     | Stati Uniti (bandiera) | A     | Tom Abernethy       | 1954 | 201  | 100  |
| 11    | Stati Uniti (bandiera) | AC    | Bo Lamar            | 1951 | 185  | 82   |
| 12    | Stati Uniti (bandiera) | G     | Don Chaney          | 1946 | 196  | 95   |
| 20    | Stati Uniti (bandiera) | G     | Allen Murphy        | 1952 | 196  | 86   |
| 20-30 | Stati Uniti (bandiera) | AC    | Cornell Warner      | 1948 | 206  | 100  |
| 21    | Stati Uniti (bandiera) | G     | Mack Calvin         | 1947 | 183  | 75   |
| 21    | Stati Uniti (bandiera) | GA    | Johnny Neumann      | 1951 | 198  | 91   |
| 24    | Stati Uniti (bandiera) | AC    | Kermit Washington   | 1951 | 203  | 104  |
| 30    | Stati Uniti (bandiera) | AC    | Marv Roberts        | 1950 | 203  | 91   |
| 32    | Stati Uniti (bandiera) | GA    | Cazzie Russell      | 1944 | 196  | 99   |
| 33    | Stati Uniti (bandiera) | C     | Kareem Abdul-Jabbar | 1947 | 218  | 102  |
| 35    | Stati Uniti (bandiera) | A     | Don Ford            | 1952 | 206  | 98   |
| 41    | Stati Uniti (bandiera) | AC    | C.J. Kupec          | 1953 | 198  | 100  |
| 42    | Stati Uniti (bandiera) | G     | Lucius Allen        | 1947 | 188  | 79   |
| 43    | Stati Uniti (bandiera) | GA    | Earl Tatum          | 1953 | 196  | 84   |

## Staff tecnico
- Allenatore: Jerry West
- Vice-allenatori: Stan Albeck, Jack McCloskey